# Volkswagen up!
Volkswagen Up! – samochód osobowy klasy miejskiej produkowany pod niemiecką marką Volkswagen w latach 2011–2023.

## Historia i opis modelu

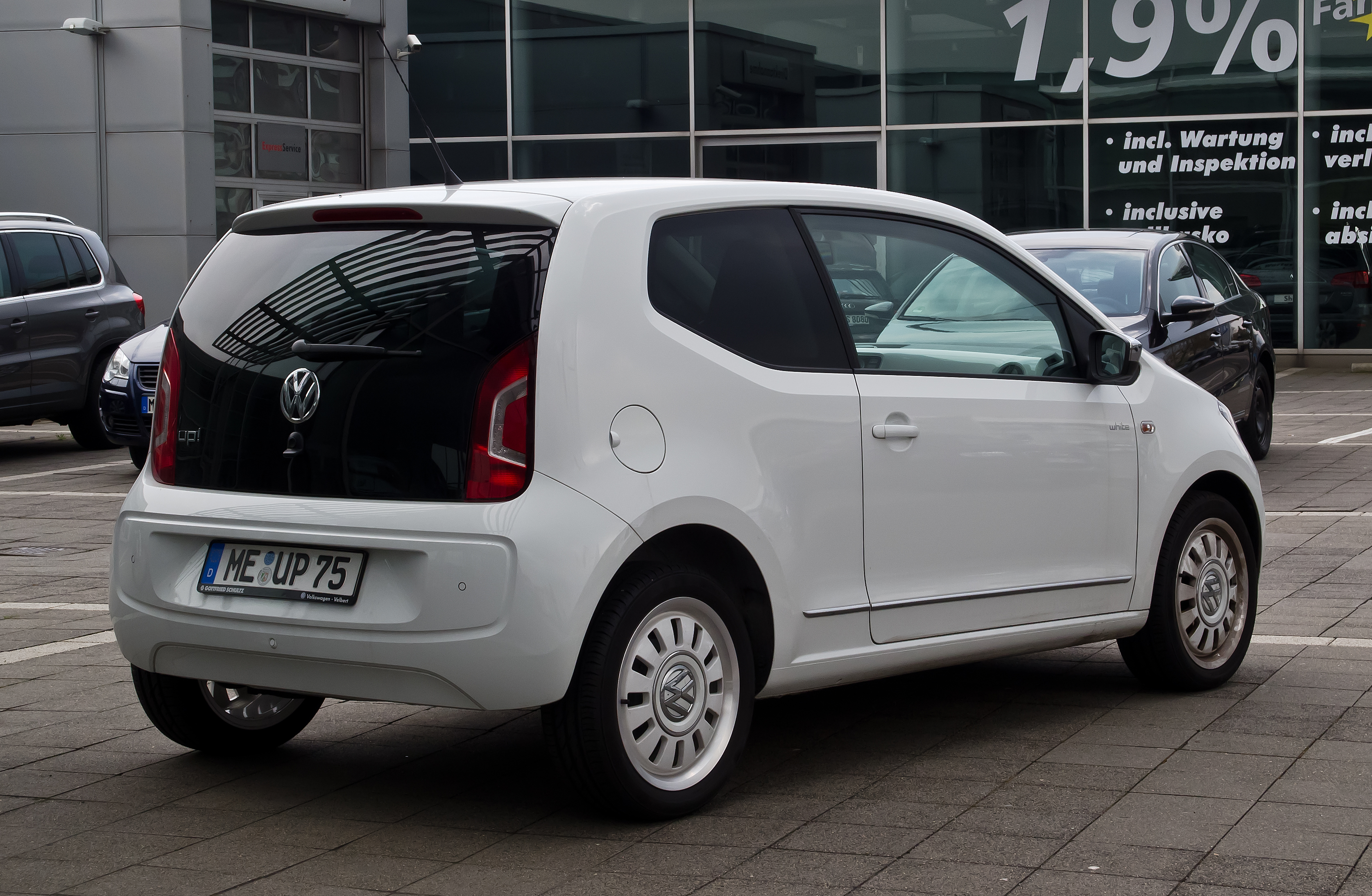
Volkswagen up! - tył

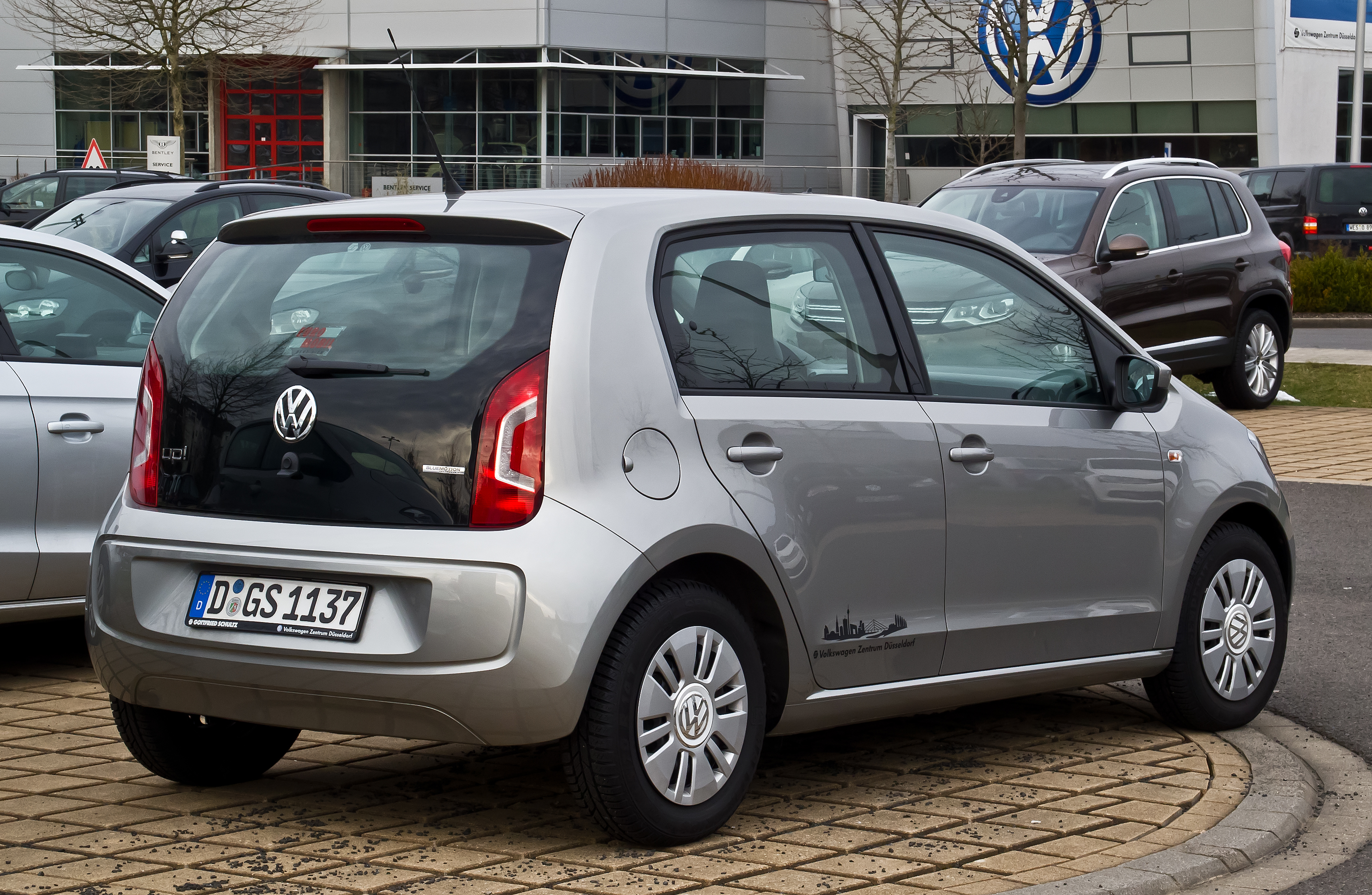
Volkswagen up! w wersji pięciodrzwiowej

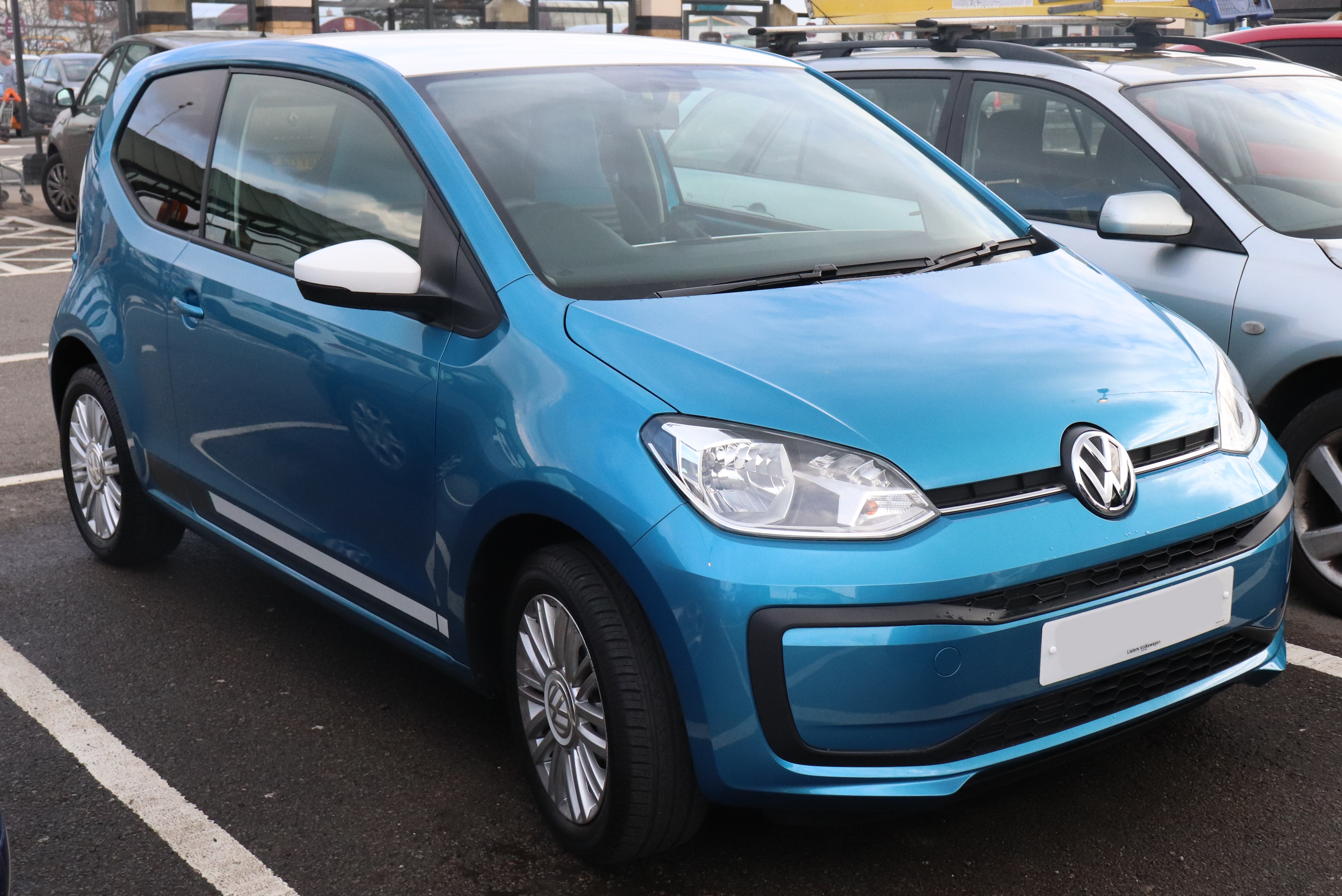
Volkswagen up! po liftingu

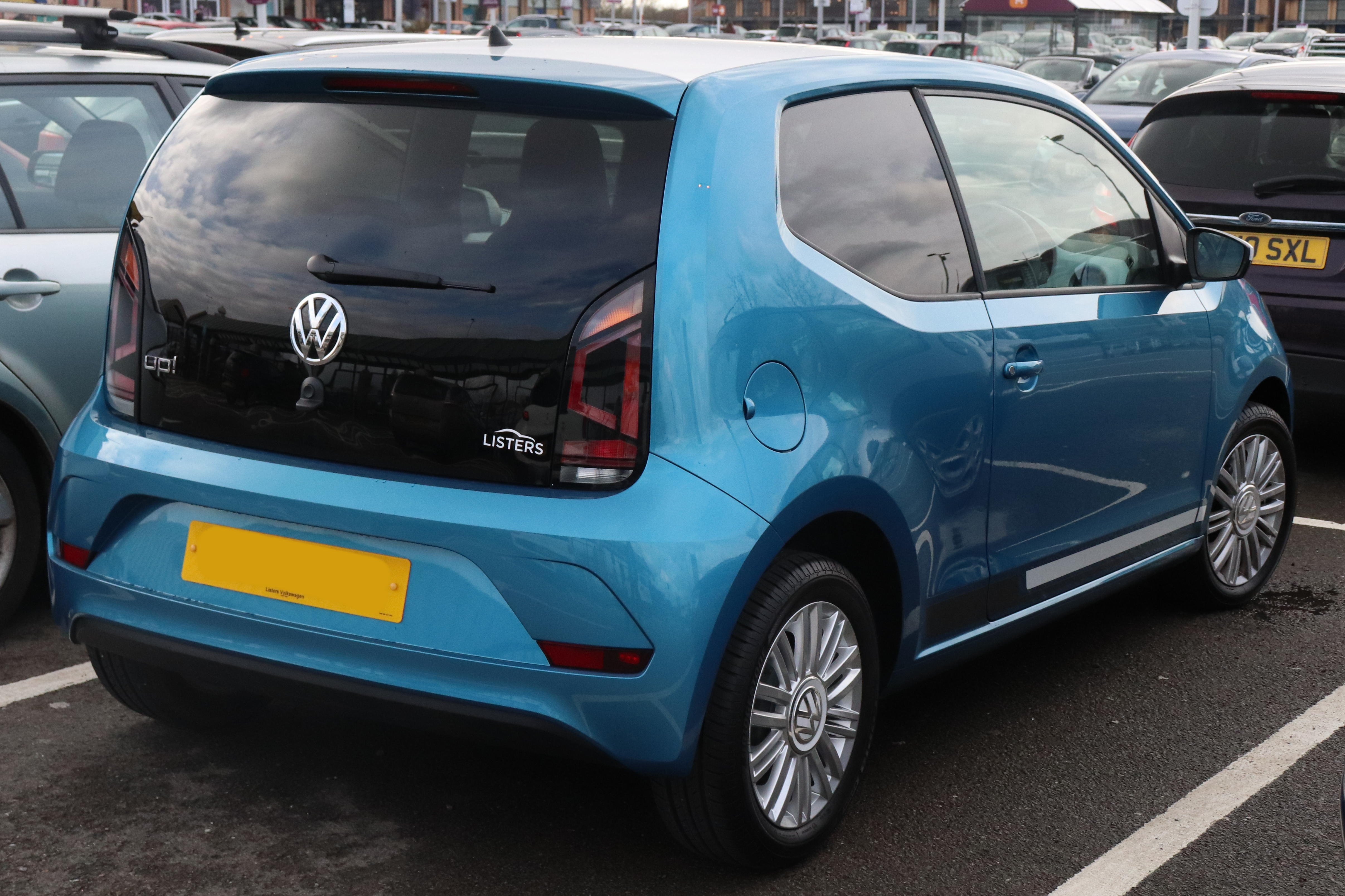
Volkswagen up! - tył po liftingu

Po raz pierwszy samochód został zaprezentowany jako koncept podczas targów motoryzacyjnych we Frankfurcie w 2007 roku. Volkswagen Up! zastąpił niezbyt popularny w Europie model Fox. Samochód ma od niego znacznie atrakcyjniejszy wygląd, a także bogatsze wyposażenie.
Pojazd uzyskał tytuł World Car of the Year 2012. Oprócz tego, w plebiscycie na Europejski Samochód Roku 2012 zajął 2. miejsce (za parą Opel Ampera i Chevrolet Volt).
W lipcu 2013 roku producent zaprezentował wersję e-up!, która charakteryzuje się zasięgiem na poziomie około 150 km. Mały samochód elektryczny Volkswagena wyposażono w silnik dostarczający moc szczytową na poziomie 80 KM oraz moc średnią około 55 KM. Maksymalny moment obrotowy wynosi 210 Nm. Przyspieszenie od 0 do 100 km/h zajmuje 12,4 sekundy, zaś prędkość maksymalna dobija do 135 km/h. Według wyliczeń producenta, przejechanie 100 kilometrów tym autem powinno kosztować około 3 euro.
W 2016 roku auto przeszło facelifting, w ramach którego zmodyfikowano wygląd przednich i tylnych zderzaków, a także tylnych lamp. W tym samym roku sprzedano w Polsce 2773 egzemplarze Volkswagena up!, dzięki czemu zajął 42 lokatę wśród najchętniej wybieranych samochodach w kraju. 
Jesienią 2023 roku po 12 latach zakończono produkcję samochodu.

### Wersje wyposażeniowe
- take up!
- take up! City Line
- move up!
- move up! City Line
- high up!
- white up!
- black up!
- Street up!
- cross up! – silnik o mocy 75 KM.[7] Cross up! dzięki zawieszeniu podwyższonemu o 18 mm lepiej radzi sobie z pokonywaniem wysokich krawężników.[7] W przeciwieństwie do konkurenta, Fiata Pandy trzeciej generacji, nie ma napędu 4x4.[7]
- e-up!
- GTI
- Groove up! – wersja wprowadzona w 2013 roku wyróżniająca się wysokiej klasy system audio firmy Fender, który po raz pierwszy pojawia się w aucie VW tej klasy – do tej pory audio Fendera używano modelach z wyższych segmentów[8]

Wersja podstawowa pojazdu obejmuje m.in. 4 poduszki powietrzne, system ABS, ESP, ASR, EBV i MSR oraz wspomaganie kierownicy. Bogatsze wersje mogą być wyposażone np. w kierownicę obszytą skórą, podgrzewane fotele oraz klimatyzację. Pojazd wyposażyć można także m.in. w funkcję awaryjnego hamowania w mieście, która aktywuje się automatycznie przy prędkości poniżej 30 km/h oraz za pomocą czujnika laserowego rozpoznaje niebezpieczeństwo kolizji, system maps + more za pomocą którego sterować można nawigacją, telefonem i radiem przy użyciu dotykowego ekranu PID umocowanego nad środkową konsolą.

### Silniki
| Wersja:            | Pojemność:         | Moc maksymalna:                         | Maksymalny moment obrotowy:       | Skrzynia biegów:    | Prędkość maksymalna: | Przyspieszenie 0-80 km/h / 0-100 km/h: | Norma emisji spalin: | Średnie zużycie paliwa: | Średni poziom emisji CO2: |
| Silniki benzynowe: | Silniki benzynowe: | Silniki benzynowe:                      | Silniki benzynowe:                | Silniki benzynowe:  | Silniki benzynowe:   | Silniki benzynowe:                     | Silniki benzynowe:   | Silniki benzynowe:      | Silniki benzynowe:        |
| ------------------ | ------------------ | --------------------------------------- | --------------------------------- | ------------------- | -------------------- | -------------------------------------- | -------------------- | ----------------------- | ------------------------- |
| 1.0 MPi            | 1,0l / 999cm3      | 44 kW (60 KM) przy 5000 - 6000 obr./min | 95 N•m przy 3000 - 4300 obr./min  | manualna, 5-biegowa | 160 km/h             | 9,1s / 14,4s                           | EURO 5               | 4,5l/100km              | 105g/km                   |
| 1.0 MPi            | 1,0l / 999cm3      | 55 kW (75 KM) przy 6200 obr./min        | 95 N•m przy 3000 - 4300 obr./min  | manualna, 5-biegowa | 171 km/h             | 8,3s / 13,2s                           | EURO 5               | 4,7l/100km              | 108g/km                   |
| 1.0 TSI            | 1,0l / 999cm3      | 66 kW (90 KM) przy 5000 obr/min         | 160 N•m przy 1500 - 3000 obr./min | manualna, 6-biegowa | 185 km/h             | 9,9 s                                  | EURO 6               | 4,4l/100km              | 101 g/km                  |
| 1.0 TSI GTI        | 1,0l / 999cm3      | 85 kW (115 KM) przy 5000 obr./min       | 200 N•m przy 2000 - 3500 obr./min | manualna, 6-biegowa | 196 km/h             | 8,8 s                                  | EURO 6               | 4,8l/100km              | 110 g/km                  |